# Neuilly-sur-Seine
Neuilly-sur-Seine (pronuncia francese [nœji syʁ sɛn(ə)]) è un comune francese di 61242 abitanti situato nel dipartimento dell'Hauts-de-Seine nella regione dell'Île-de-France.
Il comune confina con la città di Parigi a sud-est, sulla riva destra della Senna. Neuilly è uno dei luoghi di residenza preferiti dall'affermata e ricca borghesia francese, in particolare avvocati, funzionari d'affari e celebrità del cinema e della televisione vivono lì. Inoltre, la città funge da sede di numerose ambasciate e consolati stranieri a Parigi. Comune di lusso, è, insieme al VI, VII, VIII e XVI arrondissement di Parigi, generalmente considerato come uno dei cinque quartieri residenziali più costosi e ricchi di tutta la Francia.

## Geografia fisica
Il comune è delimitato ad est e a sud dal comune di Parigi (i punti di accesso sono la Porte Maillot, la Porte des Ternes, la Porte de Champerret, il parco bois de Boulogne); a ovest è delimitato dalla Senna e a nord dal comune di Levallois-Perret. L'area del comune comprende un'isola, l'île de la Jatte (ad eccezione della punta nord dell'isola, situata nel comune di Levallois-Perret) e l'estremità nord-est dell'Île de Puteaux, e la parte di quest'isola appartenente al comune di Neuilly è anche nota con il nome di île du Pont.
È attraversato da una strada statale, la N13, e da due strade provinciali, la D908 et la D1. La N13, generalmente chiamata "l'avenue Charles de Gaulle", è il prolungamento verso la Défense e verso l'ovest della metropoli parigina de l'avenue des Champs-Élysées e de l'avenue de la Grande-Armée di Parigi; percorsa da circa 200.000 veicoli al giorno, la strada è stata parzialmente resa sotterranea nel 1992 in occasione del prolungamento della linea 1 del metrò, così da facilitare la circolazione automobilistica.
La D908 (boulevard Bineau), anch'essa molto trafficata, congiunge la Porte de Champerret con l'Île de la Jatte, Courbevoie (avenue de Verdun) e La Garenne-Colombes (rotonda de l'Europe). La D1 corrisponde alla riva destra della Senna, tra il bois de Boulogne e Levallois-Perret.

## Storia

### Il quartiere del ponte
Il nome di Portum Lulliaco apparve per la prima volta su un testo dell'abbazia di Saint-Denis. Nel 1140, i monaci disposero di una chiatta che permetteva il passaggio della Senna, probabilmente poco più a Nord dell'attuale avenue Charles De Gaulle. Un villaggio si formò nei pressi della loro antica fattoria chiamata "Nully" nel 1316. Nully divenne quindi un luogo di transito tra Parigi e la Normandia. Un ponte in legno venne costruito dopo che la carrozza di Enrico IV e Maria de' Medici cadde dalla chiatta nel giugno 1606. Nel 1772 venne costruito un ponte in pietra di 219 metri di lunghezza, progettato da Jean-Rodolphe Perronet durante il regno di Luigi XV, come testimonia una statua di quest'ultimo innalzata a piedi del ponte, sulla punta orientale dell'isola di Puteaux. Nel 1942, venne realizzato un ponte in ferro ad opera di L.A. Lévy, che sostituì il precedente. Nel 1992, i marciapiedi del ponte vennero ristretti per permettere il passaggio allo scoperto del prolungamento della linea 1 del metrò parigino fino al quartiere de La Défense.

### Il quartiere di Bagatelle-St James
Nel 1527, Francesco I fece costruire, al limite della foresta di Rouvray (il Bois de Boulogne rappresenta tutto ciò che ne resta) il Château de Madrid. Nel 1777, Claude Baudard de Saint-James, finanziere, fece edificare e sistemare la tenuta la Folie Saint-James, nel cui parco venne istituito il liceo de la Folie Saint-James. L'edificio venne distrutto nel 1795 durante la rivoluzione francese. Attualmente non rimane più nulla, se non una strada che ne porta il nome e nel 2005 all'interno del parco fu costruita la nuova sede del liceo de la Folie Saint-James. Il parco parigino di Bagatelle confina con questo quartiere.

### La pianura dei Sablons
È nel 1785 a Neuilly, sotto il regno di Luigi XVI, che il farmacista Antoine Parmentier tentò di coltivare per la prima volta la patata nella piana dei Sablons. Nel XVIII secolo "Port Neuilly" diventa libero comune e il 7 febbraio 1790 avviene l'elezione della prima giunta municipale, con Nicolas Jean Delaizement come sindaco. La giunta tiene la sua prima riunione nella chiesa di Saint-Jean-Baptiste, ricostruita tra il 1827 e il 1831. Il municipio è in seguito trasferito in Place Parmentier, in un immobile che diverrà, di volta in volta, Palazzo di Giustizia, biblioteca municipale e attualmente centro culturale "Louis de Broglie".

### Il quartiere del Parco
Il castello di Neuilly, costruito a partire dal 1751 e modificato in seguito da Gioacchino Murat che lo comprò nel 1802, divenne la residenza favorita del re Luigi Filippo I e della sua famiglia tra il 1830 e il 1848. È recandosi a Neuilly, nel 1842, che il principe ed erede al trono Ferdinando Filippo d'Orléans rimase vittima di un incidente mortale; la cappella commemorativa, vicino alla Porta des Ternes, venne spostata dalla sua collocazione originale durante le fasi di realizzazione del Boulevard périphérique (la tangenziale che circonda il comune di Parigi). Neuilly ha recuperato, dopo l'indipendenza dell'Algeria, la statua equestre del Principe che si trovava ad Algeri; la statua è stata rimontata nel mezzo dell'incrocio Inkermann-Victor Hugo. Il castello fu incendiato durante i moti rivoluzionari del 1848 e oggi rimane solo una delle ali, attualmente occupata dalle Suore di San Tommaso di Villanova, mentre il parco del castello fu lottizzato durante il Secondo impero.
Numerose vie di Neuilly (Louis-Philippe, Orléans, Chartres, Amiral-de-Joinville) ricordano l'attaccamento del comune alla famiglia d'Orléans.

### Il Secondo Impero
Nel 1859 il quartiere dei Ternes venne escluso dal comune, per essere annesso alla nuova Parigi di Haussmann. Nel 1866, i dintorni della porta Champerret vennero esclusi ed entrarono a far parte del nuovo comune di Levallois-Perret.
I funerali di Victor Noir, nel 1870, attirarono a Neuilly centomila persone; questa manifestazione anticiperà la caduta del Secondo Impero.

### Dal 1870 in poi

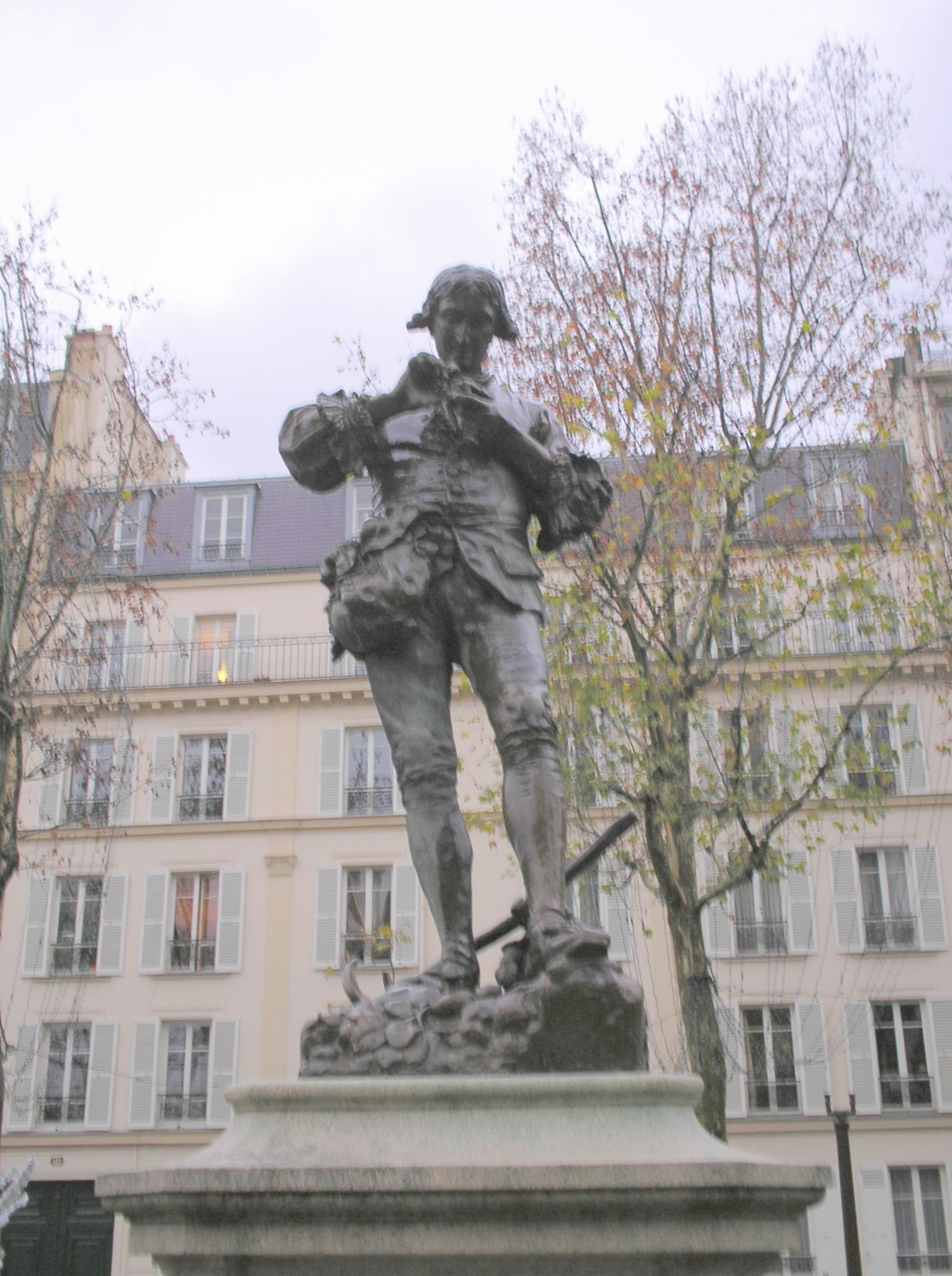
Statua dello scultore parigino Adrien Étienne Gaudez raffigurante Antoine Parmentier, sulla piazza omonima di fronte al municipio di Neuilly-sur-Seine

A Neuilly, gli scontri della Comune furono violenti e i bombardamenti (soprattutto su Versailles) distrussero cinquecento abitazioni in cui si erano trincerati i federati.
Gli anni che vanno dal 1870 al 1890 vedono la costruzione di numerosi edifici di Neuilly: la sinagoga in via Jacques Dulud (l'ampliamento in via Ancelle verrà realizzato nel 1937), opera di Émile Ulmann, sarà inaugurata nel 1878; l'attuale municipio, opera di Victor Dutocq e Charles Simonet, nel 1882; nel 1887, comincerà invece la costruzione della chiesa di Saint-Pierre, ad opera di Henri Alfred Dauvergne.
All'inizio del XX secolo, il comune ospitava la Société A. Tellier et Cie, una compagnia nell'ambito aeronautico che allo stesso tempo sperimentava il Tellier T.7.
Il Liceo Louis Pasteur, nel viale d'Inkermann, opera di Gustave Umbdenstock in stile Luigi XIII, fu terminato nel 1914, ma aprì i battenti solo nel 1923 e servì da ospedale alla Croce Rossa americana durante la prima guerra mondiale.
Ampliamento del trattato di Versailles, il trattato di Neuilly tra gli Alleati e la Bulgaria fu firmato, il 27 novembre 1919, nella sala delle feste del municipio.
Come in tutta la Francia, anche a Neuilly le perdite, durante le due guerre mondiali, furono ingenti: Édouard Nortier, ex sindaco e deputato, caduto al fronte nel novembre 1914; il rabbino di Neuilly Robert Meyers e sua moglie Suzanne Bauer, deportati nel 1943; infine, Madeleine Michelis, giovane professoressa di lettere e partigiana.
La seconda divisione corazzata del generale Philippe Leclerc de Hauteclocque perse tre uomini a Neuilly, durante i combattimenti per la liberazione di Parigi.
Nel 1936, all'epoca del Fronte Popolare, il sindaco di Neuilly, il sessantenne Edmond Bloud, "andò solo, col suo passo tranquillo, a predicare la calma agli operai che occupavano le fabbriche. Quando la crisi fu passata, ricevette delle lettere di ringraziamento commoventi firmate da molti scioperanti" (Pierre Coulomb, sul Neuilly Journal Indépendant). 
Il 12 giugno 1940, Edmond Bloud si oppose ai tedeschi e fece affiggere ovunque: "Città di Neuilly-sur-Seine - Qualsiasi cosa accada, resto al posto d'onore che mi avete affidato. I miei figli si battono al fianco dei vostri... Li riavremo! Dio protegge la Francia. Edmond BLOUD Sindaco, già deputato". Nonostante i tedeschi avessero impiantato 550 centri a Neuilly e avessero tentato di allontanare le autorità cittadine, Edmond Bloud riuscì a dissuaderli nella loro lingua e impedì, in questo modo, la requisizione del municipio e dell'ospedale di Neuilly, che aveva fatto costruire nel 1935. In virtù di questi atti di resistenza, dopo essere stato revocato nel 1942 dal governo di Vichy (che nominò Max Roger), venne riabilitato nel 1945 fino all'elezione di Achille Peretti, nel 1947. Edmond Bloud morì il 16 maggio 1948, la mattina di Pentecoste, nella sua casa. Nel 1949, suo nipote Denis Bloud (8 anni) tagliò il nastro tricolore all'inaugurazione della via intitolata al nonno, Edmon Bloud, dove si trova il municipio di Neuilly.
Il 7 agosto 1991, Shapur Bakhtiar, l'ultimo primo ministro dello scià d'Iran Mohammad Reza Pahlavi venne assassinato al suo domicilio, in viale Bineau.
Il 13 maggio 1993, uno squilibrato prese in ostaggio una classe di bambini, nella scuola materna di rue de la Ferme; la notizia riempì le prime pagine dei giornali.
La campagna per le elezioni presidenziali del 2007 attirò l'attenzione su Neuilly-sur-Seine. Il candidato dell'UMP, che poi sarà eletto, Nicolas Sarkozy è stato sindaco, deputato e consigliere generale di Neuilly, dove è anche votante. Il candidato della Lega Comunista Rivoluzionaria, Olivier Besancenot è un impiegato dell'ufficio postale di Neuilly. Infine, e soprattutto, l'applicazione della legge SRU (in materia di urbanistica e diritto all'alloggio), vi ha riscosso polemica.
Per le elezioni municipali del 2008, Nicolas Sarkozy ha scelto il portavoce dell'Eliseo David Martinon come capolista nell'UMP, per essere il suo successore alla guida del comune di Neuilly.

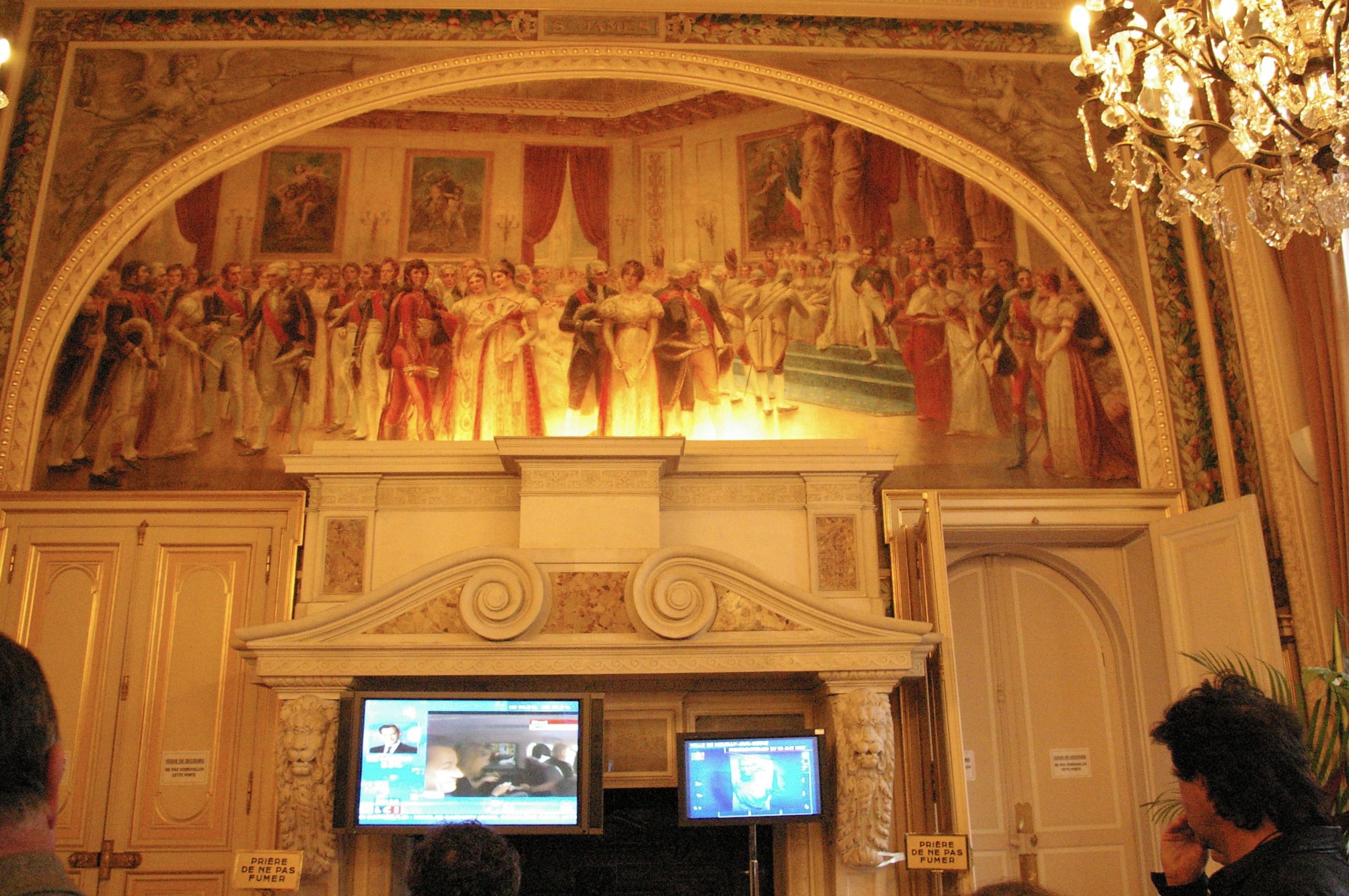
Affresco all'interno del Palazzo comunale di Neuilly rappresentante un ricevimento organizzato per il Primo Console, al castello di Neuilly

## Società

### Evoluzione demografica
Abitanti censiti

## Economia
La città comprende numerose sedi sociali e grandi immobili di uffici (M6, Havas, Deloitte, UGC, JCDecaux, Cartoon Network, Boomerang…).
A Neuilly-sur-Seine fu fondata nel 1922 la casa automobilistica Automobiles Delpeuch, chiusa nel 1925.

## Monumenti e luoghi interessanti
- La "pazzia" di Saint-James (34, avenue de Madrid)
- Il castello di Neuilly (Boulevard d'Argenson) - resta solo un'ala oggi trasformata in convento.
- Il tempio dell'amore (îsola della Grande Jatte)
- La chiesa San-Pietro
- La chiesa San-Giovanni-Battista
- La cappella di Nostra Signora della Annunciazione

## Galleria d'immagini

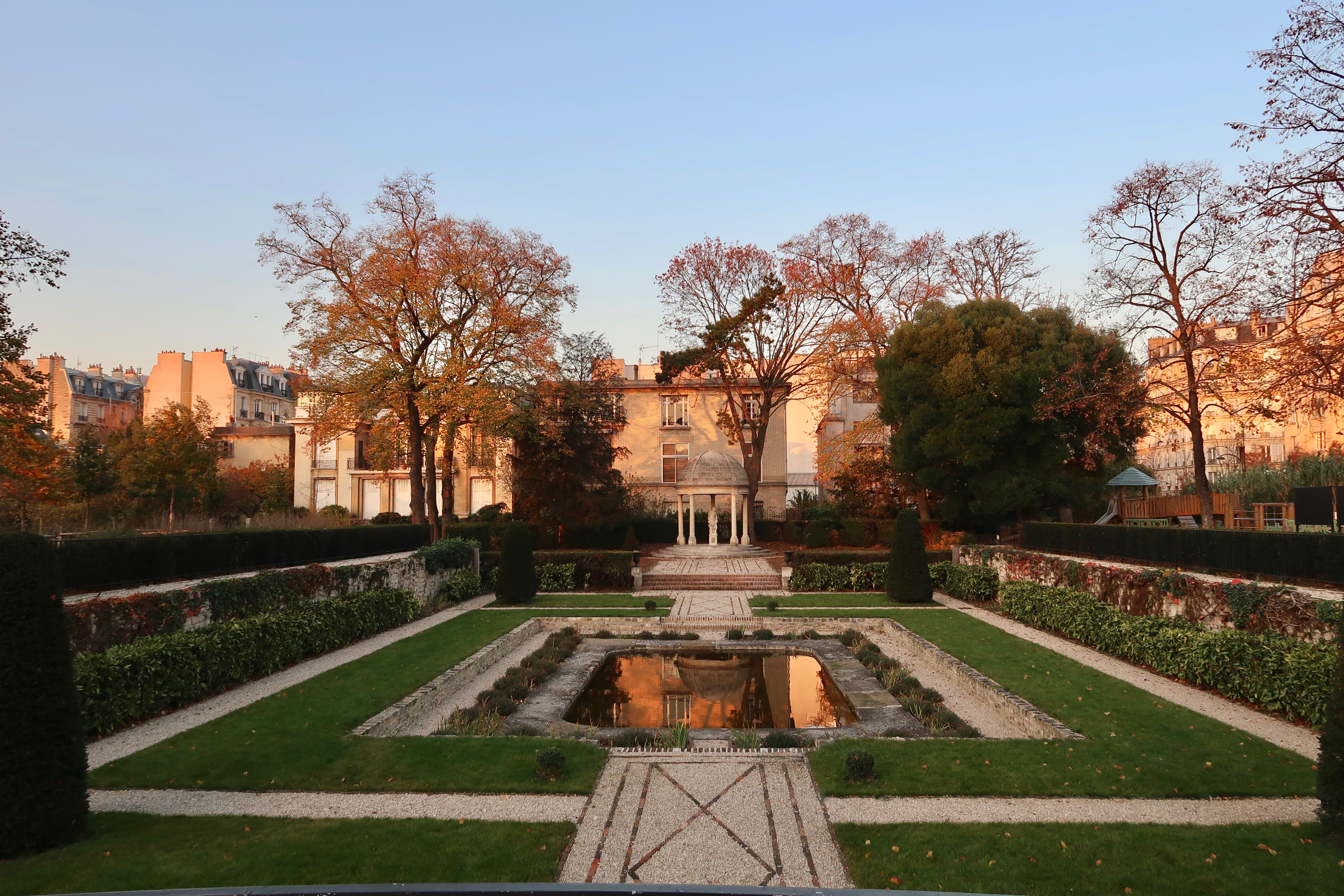
Parc de la Folie Saint-James
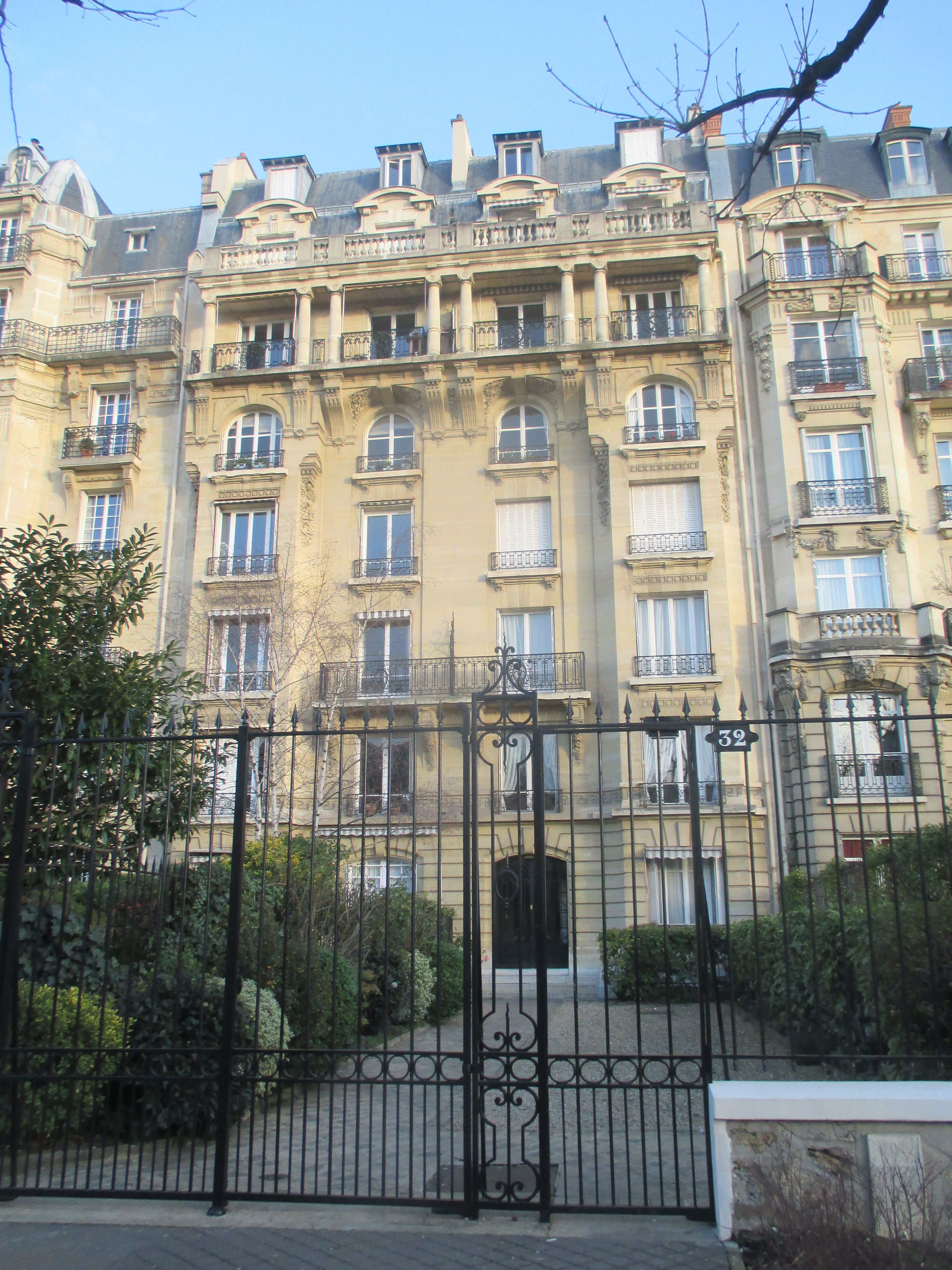
Boulevard d'Inkerman
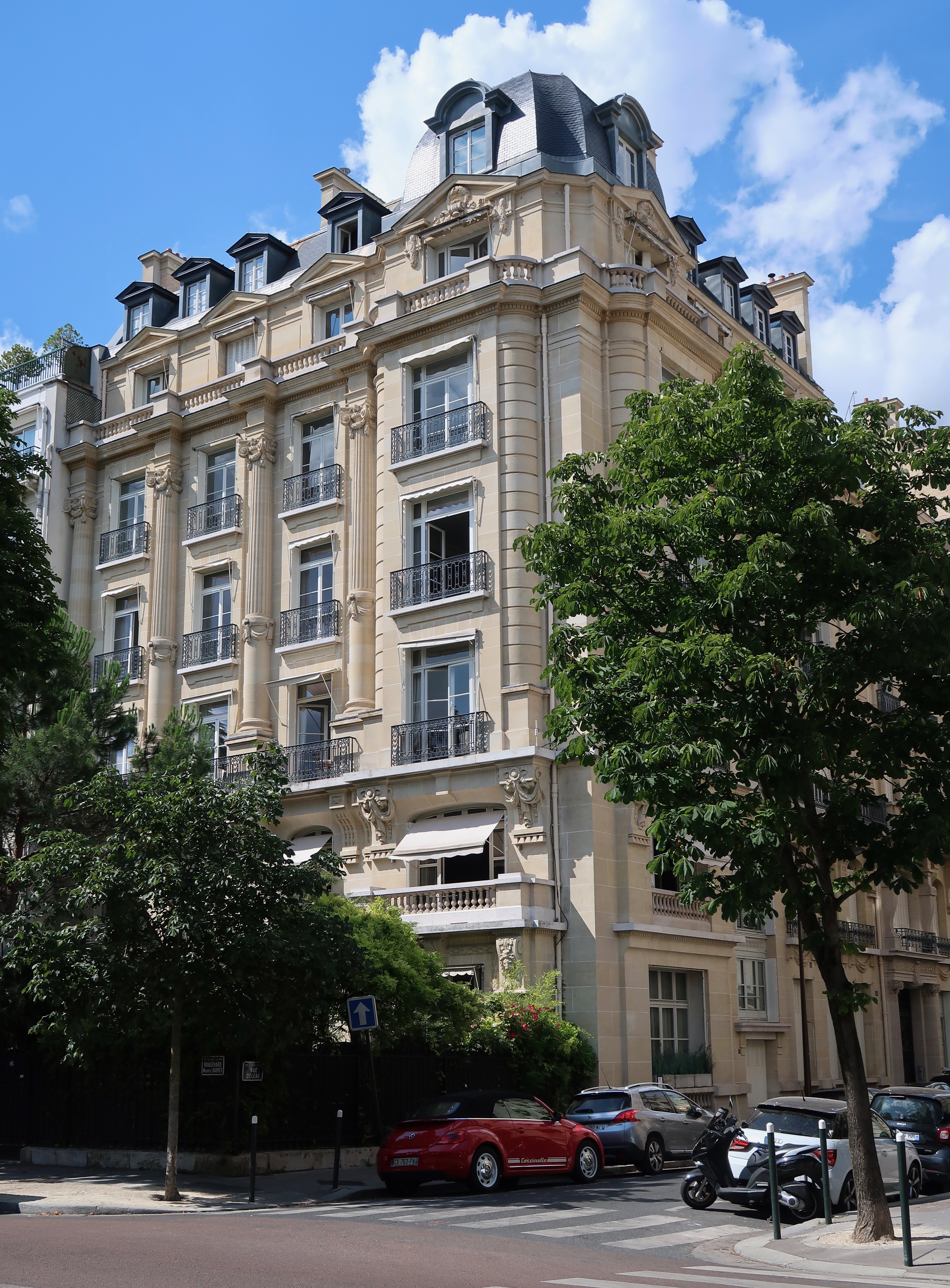
Rue Deleau
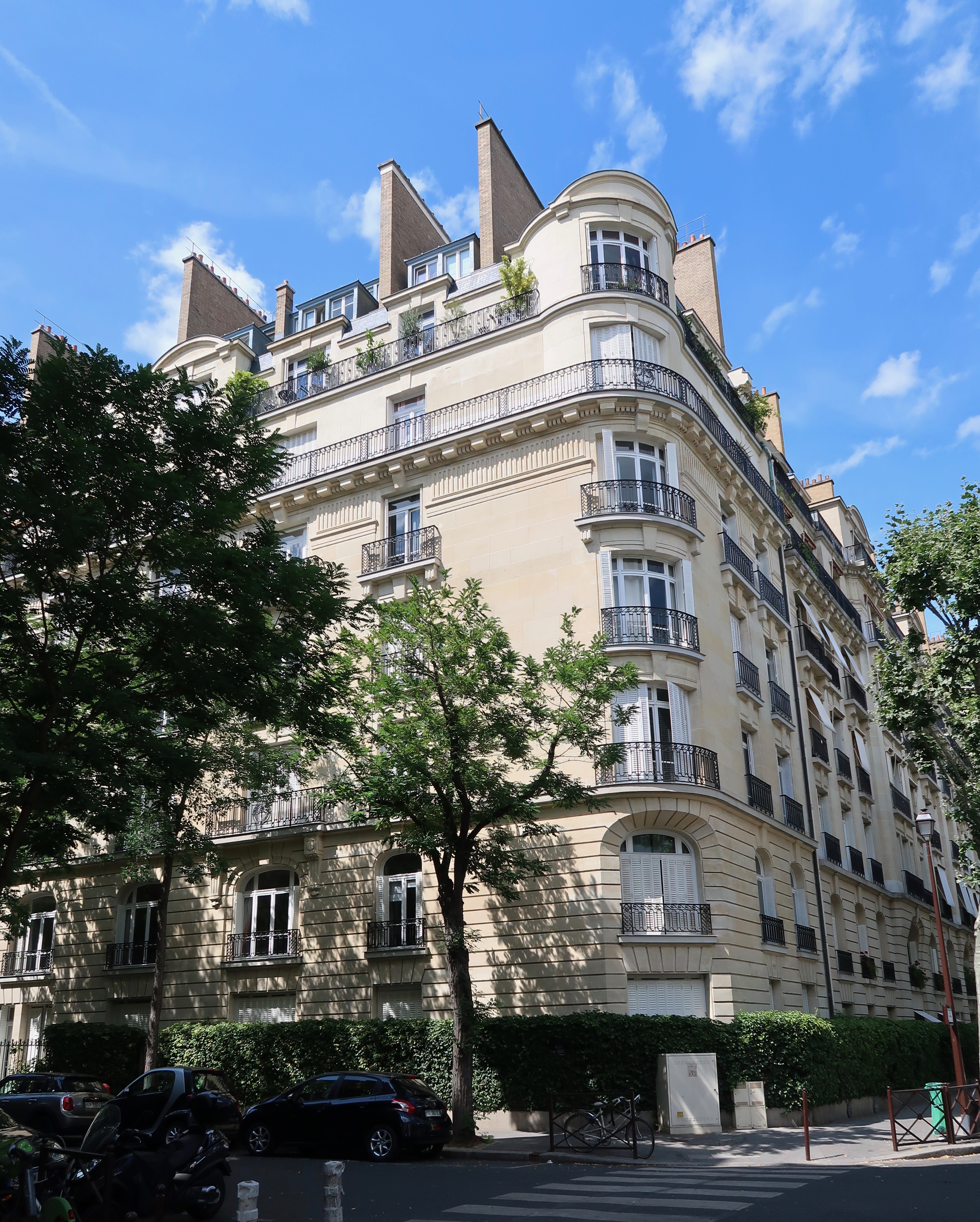
Rue Parmentier
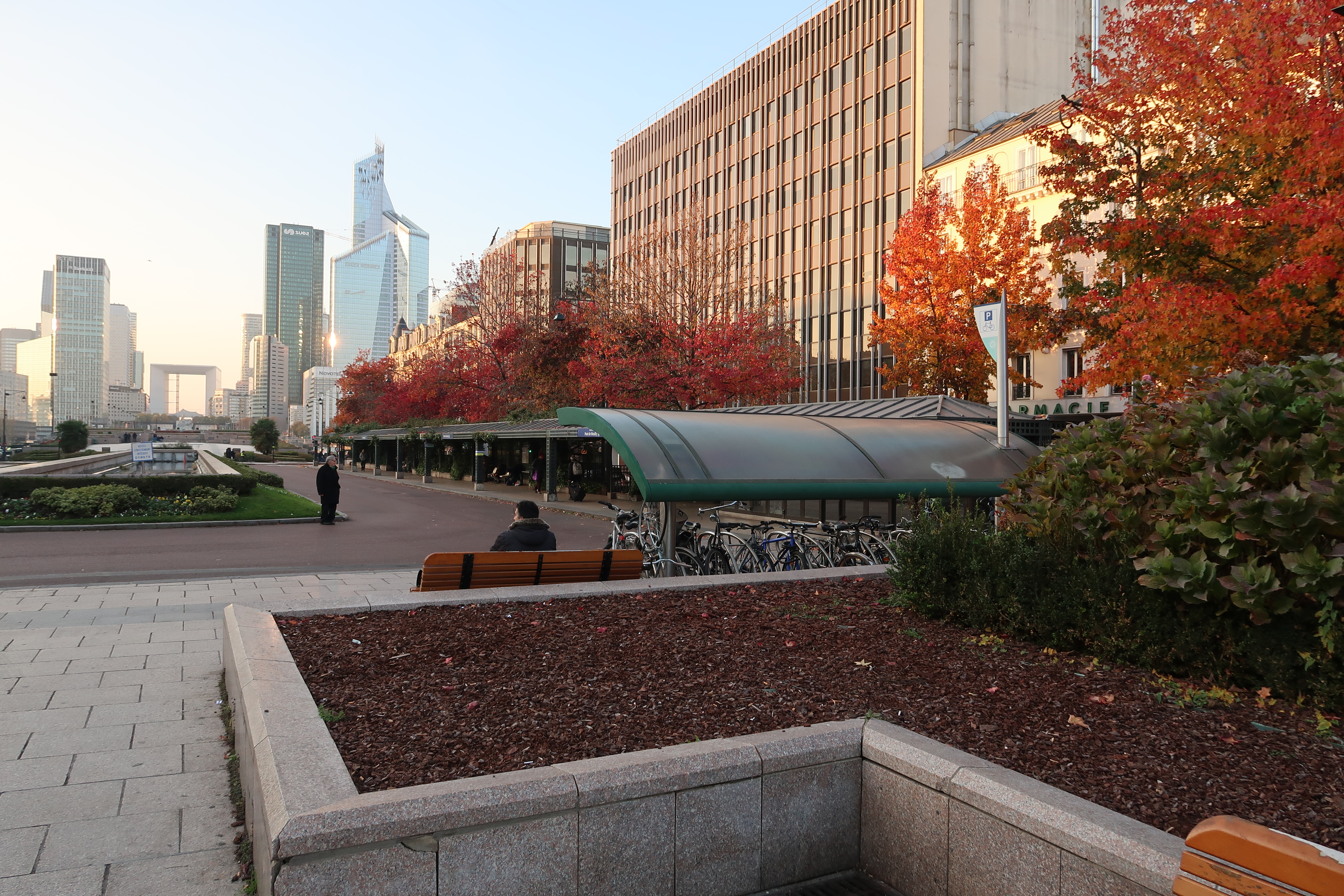
Vista sul quartiere La Défense

## Amministrazione
Sindaco del comune è stato, fra il 1983 e il 2002, l’ex Presidente della Repubblica francese Nicolas Sarkozy.'

### Gemellaggi
- Uccle
- Hanau
- Windsor e Maidenhead
- Baakline